# FC Mauerwerk
Der FC Mauerwerk ist ein Fußballklub aus dem 11. Wiener Gemeindebezirk Simmering. Der Verein wurde am 15. Juni 1936 als WAT Ottakring/Breitensee  gegründet. Von September 2014 bis Juni 2018 spielte der Verein unter dem Namen „FC Karabakh Wien“. Die erste Herrenmannschaft spielt ab der Saison 2025/26 in der viertklassigen Wiener Stadtliga und trägt ihre Heimspiele im Wienerberger Stadion aus.

## Geschichte
Die Geschichte des WAT Ottakring/Breitensee hat zwei getrennte Ausgangspunkte: Einerseits den ASK Graphia, der 1910 von Buchdruckern gegründet wurde und andererseits den 1920 gegründeten SC Astoria 13, der nach dem Zweiten Weltkrieg in SV Breitensee umbenannt wurde. Beide Vereine starteten nach dem Krieg in der zweiten Klasse und gingen vorerst getrennte sportliche Wege, bevor sie 1982 zum ASKÖ-Breitensee-Graphia fusionierten. Der damalige Sportplatz: der Freizeitpark Schmelz. Die Vereinsfarben: blau-weiß.

### Aufstieg in die Wienerliga
Gleich im ersten Jahr verpasste der neuaufgestellte Verein als Tabellenzweiter den Aufstieg in die Wienerliga nur knapp. Sechs Jahre später, in der Saison 1988/89 konnten die Breitenseer endlich den lang ersehnten Meistertitel einfahren und stiegen in die höchste Wiener Spielklasse auf, in der sie vier Jahre blieben.

### Erster Abstieg
1993 erlebten die Breitenseer die zweite Zusammenlegung. Sie schlossen sich mit dem WAT 16 zusammen und übersiedelten von der Schmelz nach Ottakring. Der erhoffte sportliche Erfolg der Kooperation blieb aus: WAT Ottakring/Breitensee stieg ausgerechnet im Fusionsjahr gemeinsam mit Eßling in die Unterliga A ab.

### Wiederaufstieg
Trotz zahlreicher Abgänge wurden die Ottakringer im ersten Jahr in der Unterliga Sechster, im Jahr darauf Fünfter und 1996 gelang schließlich der Wiederaufstieg in die Wienerliga – wenn auch nur für eine Saison. Durch zahlreiche Ausfälle musste die WAT Ottakring/Breitensee gemeinsam mit Gaswerk und dem FavAC wieder absteigen, diesmal in die Unterliga B. Alles sah nach Wiederaufstieg aus, dreizehn Runden lang war Ottakring Tabellenführer, letztlich musste man sich aber mit Rang fünf zufriedengeben. Am Ende der Saison versetzte der Wiener Fußballverband den Traditionsverein wieder in die Unterliga A.

### Zweiter Abstieg
Schließlich musste WAT Ottakring/Breitensee nach der Saison 2003/04 den bitteren Weg in die 1. Klasse A antreten. Grund für den Abstieg: eine katastrophale Herbstsaison mit nur sieben Punkten. Eine starke Leistung mit 20 Punkten im Frühjahr reichte nicht mehr, am Ende schaffte die punktgleiche Wiener Viktoria dank besserer Tordifferenz den Klassenerhalt.
In der Saison 2009/2010 gelang der Mannschaft unter dem Trainer Heinz Nowy der Meistertitel. Da der Verein 2010 sein hundertjähriges Jubiläum feierte, war die Erreichung des Meistertitels und der Aufstieg in die Oberliga A die Krönung in der langjährigen Geschichte.

### Umbenennung in FC Karabakh und Umsiedelung
Im September 2014 wurde der Verein von aserbaidschanischen Investoren übernommen. Als Ziel wurde der baldige Aufstieg in die Bundesliga genannt. Nachdem man in der Saison 2014/15 als Zweiter, hinter der Zweitmannschaft des Wiener Sportklubs, den Aufstieg aus der Oberliga in die 2. Landesliga sportlich verpasst hatte, wurde der Verein SC Kaiserebersdorf-Srbija 08 gekauft,  man übersiedelte nach Kaiserebersdorf und bestritt die Saison 2015/16 in der 2. Landesliga. In der Saison 2015/16 konnte man mit vier Punkten Vorsprung auf den Verfolger SV Donau Meister der 2. Landesliga werden und somit in die Wiener Stadtliga aufsteigen. In derselben Saison konnte man den Wiener Landescup gewinnen und sich so für den ÖFB-Cup 2016/17 qualifizieren. Als Erstrundengegner bekam man im ÖFB-Cup den Bundesligisten SK Rapid Wien zugelost. Gegen diesen schied man allerdings mit einer 1:3-Niederlage aus.
2017 konnte der Durchmarsch fortgesetzt werden; als Meister der Wiener Stadtliga stieg man in die Regionalliga auf. Seit September 2017 ist die Fußballabteilung in die FC Karabakh Wien GmbH ausgegliedert. Seit Februar 2018 trägt die erste Mannschaft ihre Heimspiele im Rudolf-Tonn-Stadion in Schwechat aus.

### Umbenennung in FC Mauerwerk
Nach dem verpassten Aufstieg in die neue 2. Liga stieg der bisherige aserbaidschanische Geldgeber Orxan Vəliyev aus, und der Verein wurde von dem gebürtigen Ägypter Mustafa Elnimr übernommen. Elnimr, der schon Sponsor des Wienerligavereins Mauerwerk Sport Admira war, benannte Karabakh in FC Mauerwerk um. Mauerwerk Sport fungiert seitdem als Satellitenklub des FC Mauerwerk und soll Talente an die erste Mannschaft heranführen, denn das Ziel des Klubs ist weiterhin der Aufstieg in die 2. Liga.

## Kampfmannschaft

### Trainerteam
Stand: 4. August 2022
| Funktion       | Name          | Geburtsdatum | Nationalität   | beim Verein seit | letzter Verein          |
| -------------- | ------------- | ------------ | -------------- | ---------------- | ----------------------- |
| Trainer        | Ilčo Naumoski | 29.07.1983   | Nordmazedonien | 07/2022          | SC Ebergassing          |
| Co-Trainer     | Mohamed Fouad | 03.11.1979   | Agypten        | 07/2022          | Trainer Penzinger SV    |
| Co-Trainer     | Gökce Tuna    | 01.07.1988   | Turkei         | 07/2022          | Trainer FC Mauerwerk II |
| Torwarttrainer | Gábor Hajnal  | 20.03.1984   | Ungarn         | 07/2022          | SV Stockerau            |

### Aktueller Kader
Stand: 28. Februar 2023